# Kostka cukru
Kostka cukru – polski krótkometrażowy film dokumentalny z 1987 w reżyserii Jacka Bławuta.

## Fabuła
Kostka cukru to dziewięciominutowy „sportowy reportaż” (bez tekstu mówionego) o wyścigu konnym w czeskich Pardubicach (Wielka Pardubicka) ukazujący nie tylko trud samego wyścigu, ale i los koni – ich strach, zmęczenie, śmierć w wyniku odniesionych kontuzji.
Zdjęcia filmu są zwolnione i zatrzymane przy dźwięku migawki aparatu fotograficznego, zastosowano zbliżenia i powtórzenia ujęć, zestawiono czarno-białe i barwne kadry a ciszę skontrastowano z gwarem widzów i rżeniem wystraszonego konia. Sugestywne spojrzenia twórcy nadają tytułowej kostce cukru wymowę symboliczną, stawiając pytanie o etyczne postępowanie człowieka zachęcającego konie do wyścigów.

## Nagrody
Kostka cukru została nagrodzona „Brązowym Lajkonikiem” podczas Ogólnopolskiego Festiwalu Filmów Krótkometrażowych w Krakowie w roku 1987 i „Nagrodą dla Najlepszego Filmu Dokumentalnego” podczas Festiwalu Filmowego w fińskim mieście Tampere w roku 1988.

## Informacje dodatkowe
Scena zastrzelenia kontuzjowanego konia została wykorzystana w filmie Piłkarski poker w reżyserii Janusza Zaorskiego.